# Катастрофа Ил-18 под Касабланкой
Катастрофа Ил-18 под Касабланкой —  авиационная катастрофа, произошедшая 12 июля 1961 года в окрестностях Касабланки с самолётом Ил-18В авиакомпании ČSA, в результате которой погибли 72 человека.

## Самолёт
Ил-18В с бортовым номером OK-PAF (заводской — 181002904, серийный — 029-04) был выпущен заводом ММЗ «Знамя Труда» в 1961 году и к 22 апреля передан чехословацкой Československé aerolinie a.s. (ČSA). На момент катастрофы авиалайнер имел 268 часов налёта.

## Катастрофа
Самолёт выполнял международный рейс OK-511 по маршруту Прага — Цюрих — Рабат — Дакар — Конакри — Бамако. Первый этап полёта (Прага—Цюрих) Был выполнен без осложнений и 11 июля в 20:43 Ил-18 вылетел из аэропорта Цюриха. На его борту находились 8 членов экипажа и 64 пассажира. В 01:00 на подходе к Рабату экипаж связался с диспетчерской вышкой аэропорта и запросил информацию о погоде. В ответ доложили, что небо ясное, но у земли густой туман, а видимость составляет 10 метров. В связи с этим, экипаж был направлен на запасной аэродром в Касабланку.
В 01:06, находясь на расстоянии в 5 миль от аэропорта Анфа (en:Casablanca–Anfa Airport) экипаж получил разрешение на снижение и указания по выполнению захода на посадку, который осуществлялся с подветренной стороны. Облачность в это время составляла 7/8 (сплошная с отдельными разрывами) и дул свежий северо-восточный ветер. В 01:10 с земли попросили доложить о входе в зону ДПРС и указали, что данный рейс первый в очереди на посадку. В 01:13 самолёт прошёл указанную зону, а через три минуты командир доложил о занятии высоты 400 метров и что метеорологический минимум, высота облаков при этом составляла 140—150 метров. Однако через три минуты (01:19) облака опустились до 100 метров. Когда в 01:22 экипаж запросил разрешение на посадку на авиабазе Ноуссер (en:Nouasseur Air Base), если это возможно, то его попросили подождать, а через пару минут диспетчеры Анфы спросили, сколько ещё топлива на борту. Пилоты ответили, что ещё на 90 минут полёта. Тогда диспетчеры из Анфы связались с диспетчерами в Ноуссере, чтобы обсудить этот вопрос, но в это время в 01:25 Ил-18 врезался в землю в 8 милях (13 километров) к югу от торца ВПП полосы 03 и полностью разрушился. Все 72 человека на борту погибли.

## Причины
Точная причина катастрофы не была установлена. Были предположения об отказах навигационных приборов, резком манёвре с целью уклонения от другого самолёта, сбое в электропитании, однако все они не удовлетворили комиссию. Наиболее вероятной выглядит версия, что экипаж попытался снизиться ниже уровня облаков, но в условиях ухудшающейся погоды снижение было слишком быстрым, что с учётом низкой высоты облачности привело к тому, что после выхода из облаков экипаж не успел выровнять самолёт.